# جمبزه (دهاقان)
جمبزه (دهاقان)، روستایی از توابع دهستان قمبوانِ بخش مرکزی شهرستان دهاقان در استان اصفهان ایران است.

## جمعیت
در سرشماری مرکز آمار ایران در سال ۱۳۸۵، جمعیت آن ۱۹۲ نفر (۵۲خانوار) بوده‌است. براساس آخرین سرشماری صورت‌گرفته نیز این روستا 131 نفر جمعیت (69 مرد و 62 زن) در قالب 46 خانوار دارد.